# Albert Ehrenstein
Albert Ehrenstein, född 23 december 1886 i Ottakring, numera en stadsdel i Wien, Österrike-Ungern, död 8 april 1950 i New York, var en poet och berättare som företrädde expressionismen.

## Verk
Ehrensteins diktning kretsade kring de eviga motiven kärleken och döden och tolkade en djup ensamhetskänsla i diktsamlingarna Die weisse Zeit (1914), Der Mensch schreit (1916), Wien (1921) och Herbst (1923), men sysslade även med vardagsproblem som i diktsamlingen Die rote Zeit (1917). Han debuterade som berättare med bekännelseboken Tubutsch (1911), vars groteska prägel går igen i Der Selbstmord eines Katers (1912, omarbetad upplaga Bericht aus einem Tollhaus, 1919) och i Nicht da, nicht dort (1916, omarbetad upplaga Zaubermärchen, 1918). Ehrenstein ägnade sig även åt en omfattande verksamhet som tolkare av framför allt kinesisk lyrik till tyska.
En samlingsvolym med hans dikter, Mein Lied. Gedichte 1900–1931 (1931) brändes under de landsomfattande bokbålen i Nazityskland 1933.